# Elisabeth Greiff-Walden
Elisabeth Greiff-Walden war eine deutsche nationalsozialistische Funktionärin. Sie war von 1931 bis 1932 Reichsführerin des Bundes Deutscher Mädel (BDM) und 1932 Referentin für Mädelfragen in der Reichsleitung der Hitlerjugend.

## Leben
Als im Juni 1930 der Bund Deutscher Mädel aus Mädchengruppen innerhalb der NSDAP gebildet wurde, erfolgte die Ernennung von Martha Aßmann aus dem sächsischen Chemnitz zur Bundesführerin auf Reichsebene. Bis zur Eingliederung des BDM in die Hitlerjugend 1931 war die Zahl der weiblichen Mitglieder im BDM auf 1711 Mitglieder angewachsen. Am 1. Oktober 1931 wurde Elisabeth Greiff-Walden zur neuen Bundesführerin berufen. Daneben war sie ab 15. März 1932 Referentin für Mädelfragen in der Reichsleitung der Hitlerjugend.
Ihren Dienstsitz hatte Elisabeth Greiff-Walden in München im Hotel "Reichsadler", Herzog-Wilhelm-Straße 32. Grete Heyn stand ihr als Bundesgeschäftsführerin zur Seite. Daneben war Erna Bohlmann Referentin in der Bundesführung des BDM.
Bereits Ende 1932 wurde Elisabeth Greiff-Walden abgesetzt, da sie zu sehr ‚mädelbündisch’ sozialisiert war. Ihre Nachfolgerin wurde zunächst kommissarisch Lydia Gottschewski.